# Навроцкий, Виктор Николаевич
Виктор Николаевич Навроцкий (род. 1952, Киевская область) — советский, украинский и российский театральный актёр и режиссёр. Заслуженный артист Украины (1994), Народный артист Украины (1999).

## Биография
Родился в 1952 году в Киевской области. В 1971 году окончил актёрский факультет театральной студии при Киевском Академическом драматическом театре им. Ивана Франко. Играл в Харьковском академическом украинском драматическим театре им. Т. Г. Шевченко, в Крымском украинском театре драмы и музыкальной комедии. В 1989 году был принят в труппу Крымский академический театр имени М. Горького. В 2002 году окончил Таврический национальный университет им. Вернадского. С 2012 по 2020 год работал режиссёром.

## Роли
- «Поминальная молитва» (Тевье),
- «Ревизор» (Городничий)
- «Смешные истории» (Шипучин, Смирнов)
- «Стакан воды» (Генри Сент-Джон, виконт Болингброк)
- «Забыть Герострата!» Г. Горина (Клеон, архонт-басилей Эфеса)
- «Рублевка, 38 Бис» Ю.Поляков (Пумпянский)
- «Царь Фёдор Иоаннович» А. К. Толстого (Борис Годунов)
- «Фаворит» по В. Пикулю Григорий (Потёмкин)
- «Антоний и Клеопатра» (Антоний)
- «Королевские игры» Г. Горина (Генрих VIII)[1][2]

## Режиссура
Ассистент режиссёра:
«Ревизор» Н. В. Гоголь (1999)
«Поминальная молитва» Г.Горин (1999)
«Дети Ванюшина» С.Найденов (2001)
«Три сестры» А. П. Чехов (2001)
«Царская охота» Л. Зорин (2002)
«Слишком женатый таксист» Р. Куни (2003)
«Развод по-петербуржски» Т. Москвина (2004)
«Свидания по средам» В. Красногоров (2004)
«Волки и овцы» А. Островский (2004)
«Папа в паутине» Р. Куни (2004)
«Возвращение Мастера и Маргариты» А.Новикова по книге М. Бояджиевой (2005)
«Король Ричард III» В. Шекспир (2006)
«Дилижанс» Л. Филатов по новелле Ги де Мопассана(2006)
«Такие люди нам нужны»/«На всякого мудреца довольно простоты» А. Островский (2007)
«Замужем за Англией»/«А дождь все льет да льет» Е. Поддубная (2007)
«Синьор из общества» Д. Скарначчи и Р. Тарабузи (2008).
Режиссёр: «Они были актёрами» В.Орлов, Г. Натансон (2000)
«№ 13» Р. Куни (2002)
«Балконные перипетии» Х. Бергер (2003)
«Маскарад» М. Ю. Лермонтов (2003)
«Мужчины по выходным» В. Мережко (2005)
«Жена полицеймейстера»/Последние М. Горький (2007)
«Ох! Эти свадьбы!» А. П. Чехов, В. В. Маяковский (2013), «Пособие ревнивым мужьям»
«От четверга до четверга» А.Бенедетти (2003)
«Нескромные желания» В.Красногоров (2008)
«Смешные истории» А. П. Чехов (2009)
«Мораль пани Дульской» Г. Запольская (2010)
«Чао!» М. Ж. Соважон (2011)
«Три красавицы» В.Красногоров (2012)
«Забыть Герострата!» Г.Горин (2013)
«Прости меня» И.Герман (2014)
«Дом сумасшедших» Э.Скарпетта (2014)
«Зойкина контора» В.Красногоров (2016)
«Яков Богомолов» М. Горький (премьера 2016)
«Выходили бабки замуж» Ф.Буляков (премьера 2017)
«Рублевка, 38 Бис» Ю.Поляков (премьера 2017)
«Рок-н-ролл на закате» М.Хейфец (премьера 2018)
«№ 13» Р.Куни (Обновлённая версия, премьера 2019)
«Римская комедия» Л.Зорин (премьера 2020)
«Пришёл мужчина к женщине» В. Злотников (2021)
«Волки и овцы» А. Островский (2023)

## Награды[2]
- Заслуженный артист Украины (1994).
- Народный артист Украины (1999)[3].
- Лауреат премий АРК Крым.
- Почётная грамота Президиума Верховной Рады Автономной Республики Крым (2002)[4].
- Орден «За заслуги» III степени (2006), за значительный личный вклад в развитие театрального искусства.
- Почетный знак АРК «За верность долгу» (2012).